# 贾恩卡洛·达梅托
贾恩卡洛·达梅托（義大利語：Giancarlo Dametto，1959年1月6日—），意大利前男子排球运动员。他曾代表意大利参加1980年和1984年夏季奥林匹克运动会排球比赛，其中1984年奥运会收获一枚铜牌。